# Bita (stolica tytularna)
Bita (łac. Diocesis Bitensis) – stolica historycznej diecezji we Cesarstwie rzymskim w prowincji Mauretania Cezarensis, zlikwidowana w VII w. podczas ekspansji islamskiej, współcześnie w północnej Algierii. Obecnie katolickie biskupstwo tytularne. 

## Biskupi tytularni
| Lp. | Biskup                          | Funkcja                                             | Od                | Do                  |
| --- | ------------------------------- | --------------------------------------------------- | ----------------- | ------------------- |
| 1   | Johannes Riegler                | wikariusz apostolski Lydenburga (Południowa Afryka) | 9 grudnia 1948    | 11 stycznia 1951    |
| 2   | Thomas Joseph Danehy            | administrator apostolski Pando (Boliwia)            | 27 listopada 1952 | 9 października 1959 |
| 3   | Victorio Manuel Bonamín         | biskup pomocniczy ordynariatu polowego Argentyny    | 27 czerwca 1960   | 11 listopada 1991   |
| 4   | Juan Vargas Aruquipa            | biskup pomocniczy Coroico (Boliwia)                 | 15 stycznia 1992  | 20 sierpnia 1997    |
| 5   | Berhaneyesus Demerew Souraphiel | administrator apostolski Addis Abeby (Etiopia)      | 7 listopada 1997  | 7 lipca 1999        |
| 6   | Tomáš Galis                     | biskup pomocniczy Bańskiej Bystrzycy (Słowacja)     | 28 sierpnia 1999  | 14 lutego 2008      |
| 7   | Frans Daneels                   | urzędnik Kurii Rzymskiej                            | 12 kwietnia 2008  |                     |